# کنیسه، ادلب
کنیسه (به عربی: الکنیسة) یک منطقهٔ مسکونی در سوریه است که در ناحیه محمبل واقع شده‌است. کنیسه ۲٬۳۷۳ نفر جمعیت دارد.